# Аникерид
Аникерид е древногръцки философ, киренаик, ученик на Антипатер и основател на собствено течение в рамките на киренската школа, наречено аникерическо.

## Живот
Ученик е на Парабат и съученик на Хегезий. Според Свидас е живял по времето на Александър Велики (управлявал 336-323 пр. Хр.). Историята според която Аникерид е откупен от Платон от Дионисий, тирана на Сиракуза за 20 мини, трябва да се отнася до по-ранен Аникерид, може би почитания колесничар споменат от Елиан.

## Идеи
Като типичен представител на школата вярва, че целта на действията трябва да бъде удоволствието и само така можем да знаем нещо за преживяванията на другите. Различията му от киренската школа са в областта на разума, където той вярва, че трябва да се създадат правилни навици освен чисто хедонистичната цел на разума.
Отрича, че самият разум може да ни предпази от грешки, мъдрият човек е човека, придобил навик за мъдри действия, а човешката мъдрост е предразположена към грешки във всеки един момент.